# Ederseeweg

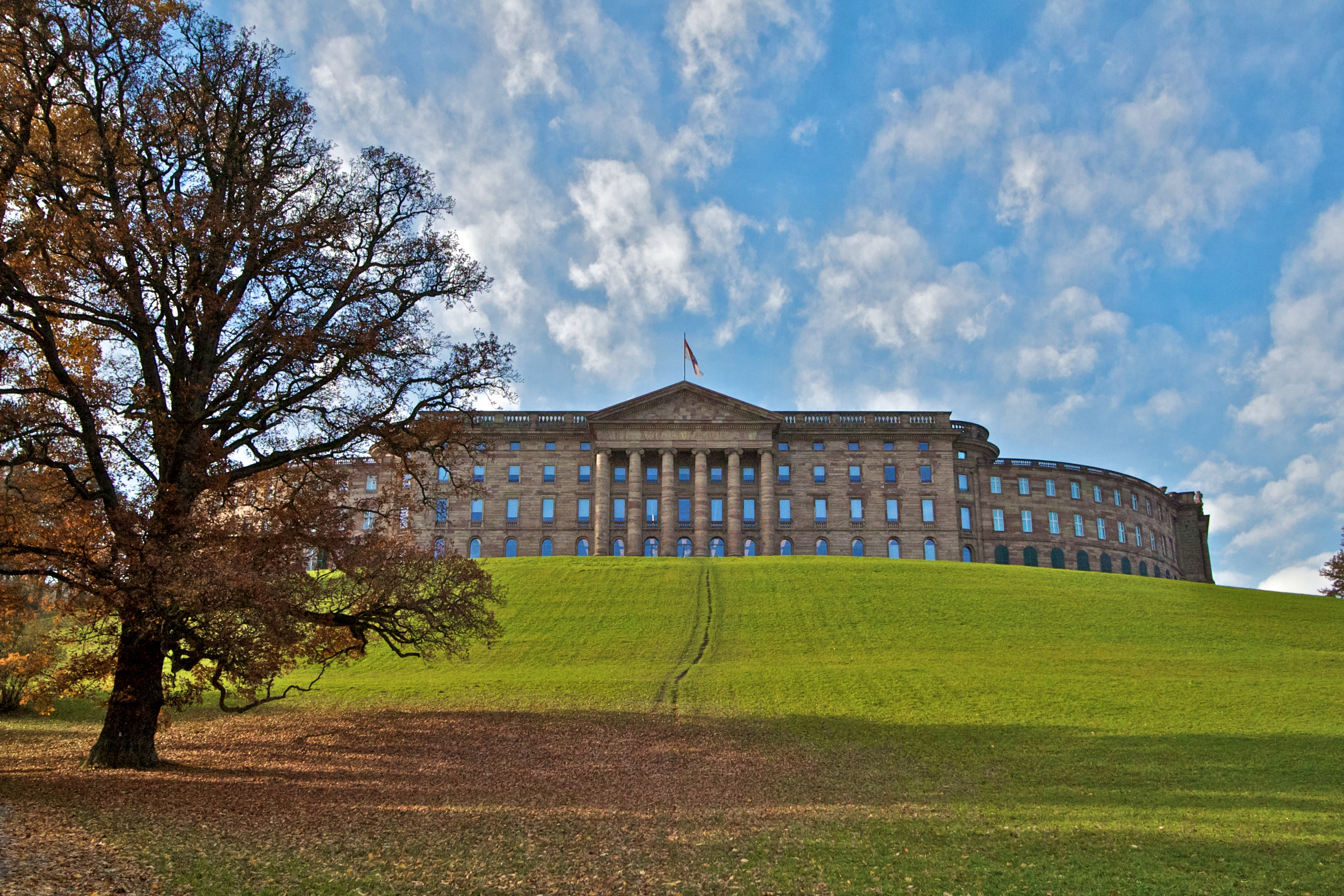
Schloss Wilhelmshöhe in Kassel

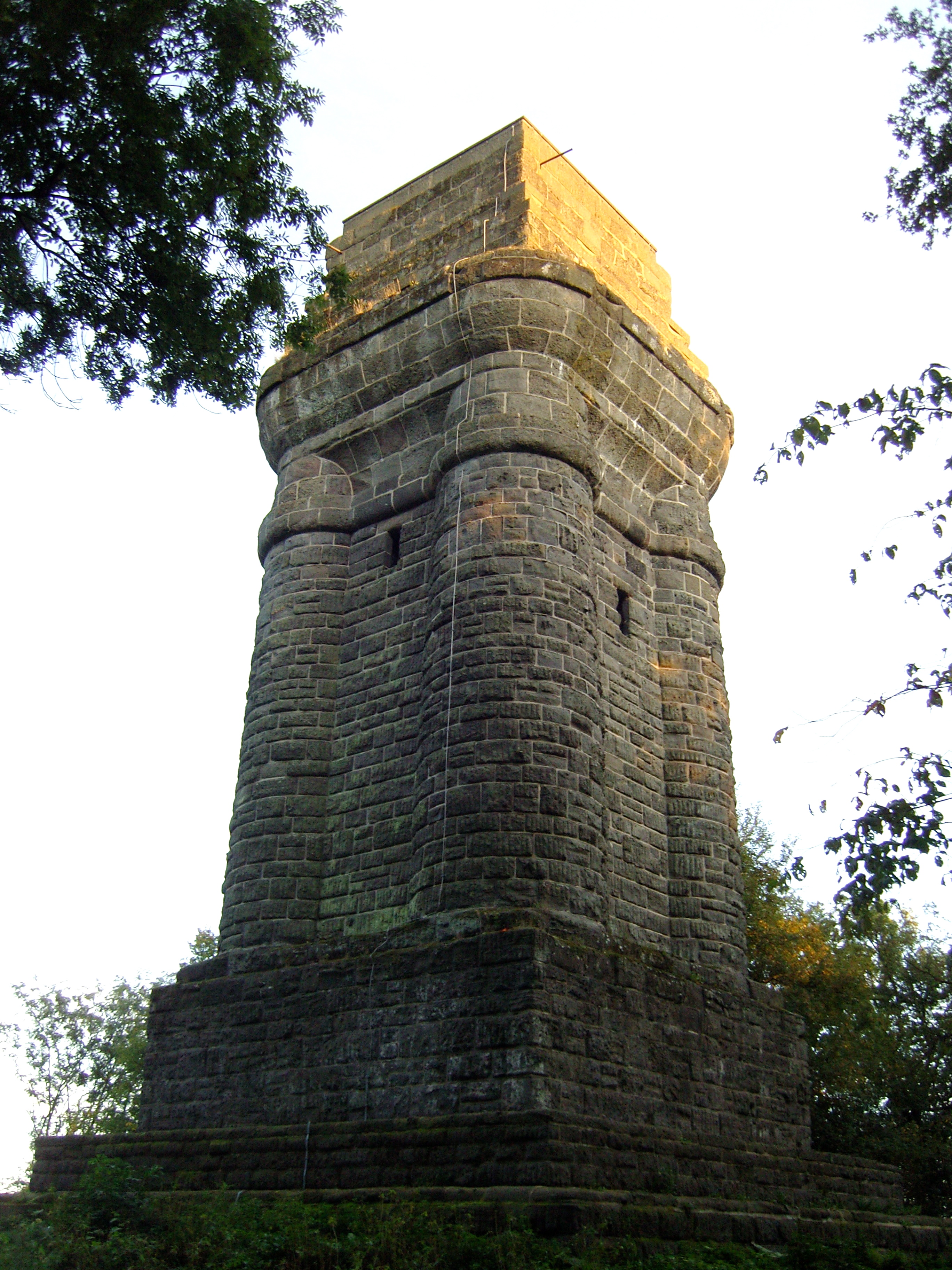
Kasseler Bismarckturm auf dem Brasselsberg im Hohen Habichtswald

Der Ederseeweg ist ein etwa 49 km langer, seit 1928 existierender Wanderweg in Nordhessen (Deutschland), der von Kassel durch das Habichtswälder Bergland und den Waldecker Wald nach Nieder-Werbe am Edersee (nach dem er benannt ist) im Naturpark Kellerwald-Edersee verläuft. Er verbindet die kreisfreie Großstadt Kassel und zahlreiche Städte und Gemeinden der Landkreise und Kreise Kassel, Schwalm-Eder und Waldeck-Frankenberg. Sein Wegzeichen ist ein weißes „E“ auf schwarzem Grund.

## Geschichte und Wissenswertes
Der Ederseeweg wurde 1928 eröffnet. Anhand von Schautafeln, die von Heimat- und Geschichtsvereinen entlang des Wegs aufgestellt wurden, kann man sich über interessante Dinge der jeweiligen Regionen informieren.

## Verlauf
Der Ederseeweg beginnt im Kasseler Stadtteil Bad Wilhelmshöhe unterhalb des Schlosses Wilhelmshöhe an der KVG-Straßenbahnhaltestelle Wilhelmshöhe; etwas nördlich an ihr vorbei verläuft der Herkulesweg.
Anfangs führt der Weg – seine niedrigste Stelle am Abzweig der Mulangstraße von der Wilhelmshöher Allee (231 m ü. NHN) passierend und zugleich den Bergpark Wilhelmshöhe tangierend – im Naturpark Habichtswald entlang des Ostrands vom Hohen Habichtswald in Richtung Süden. Dabei überquert er die Drusel und etwas später einen Quellbach des Grunnelbachs. Dann passiert er den Brasselsberg (434,2 m); während eines Abstechers kann vom auf dem Berg stehenden Kasseler Bismarckturm der Blick über Kassel unter anderem zum Kaufunger Wald genossen werden.
Anschließend verläuft der nun südwestwärts gerichtete Weg vorbei an den etwas abseits des Wegs liegenden Sieben Teichen in Richtung des Hirzsteins (502 m), wobei der Blick auf dessen Felswand fällt. Unterhalb davon führt er nach Unterqueren der Bundesautobahn 44 und dortigem Erreichen des Landkreises Kassel durch Elgershausen, wo er nach Kreuzen des Baunapfads und Märchenlandwegs die Bauna überquert, um am Ortsausgang die Bahnstrecke Kassel–Naumburg zu kreuzen. Dann überquert er – vom Landkreis Kassel zwischendurch in den Schwalm-Eder-Kreis wechselnd – den Hauptkamm der Langenberge und erreicht an dortiger Schutzhütte Vogelrain (ca. 475 m) seine höchste Stelle.
Kurz darauf führt der nun westwärts gerichtete Weg über die Nordflanke des Niedensteiner Kopfs (475 m); während eines Abstechers kann vom auf dem Berg stehenden Hessenturm die Aussicht im Habichtswälder Bergland und in die Fritzlarer Börde genossen werden. In Niedenstein überquert er die Wiehoff und verläuft danach in den Hinterhabichtswälder Kuppen entlang des südlichen Waldrandes des Bergs Altenburg (450,7 m), auf dem sich einst die vorgeschichtliche Burganlage Altenburg befand. Hiernach führt er – erneut im Landkreis Kassel – gemeinsam mit dem Herkulesweg und Märchenlandweg hinab nach und durch Bad Emstal, wo er die Ems überquert.
Danach durchquert der Weg zusammen mit dem Märchenlandweg weiterhin westwärts angelegt die Elberberger Höhen und führt dann durch die an der Elbe gelegene Kernstadt von Naumburg. Dann führt er – wieder alleine verlaufend – hinauf in den Waldecker Wald, auf dessen Hauptkamm der Diemel-Eder-Weg und Studentenpfad kreuzen und wo er den Naturpark Habichtswald verlässt und in den Landkreis Waldeck-Frankenberg eintritt. Bergab verläuft er vorbei am Netzer Tiergarten nach Selbach, wo er den dort auch Selbach genannten Reiherbach überquert.
Nach anschließendem Unterqueren des Ederseebahn-Radwegs (früher Bahnstrecke Wega–Brilon Wald) führt der Weg südwestwärts hinab entlang des Reiherbachs zum am Nordrand des Naturparks Kellerwald-Edersee liegenden Nieder-Werbe. Direkt südlich des Dorfs endet der Weg an der Brücke der Uferstraße – nach Passieren zweier Vorbecken (am Reiherbach und an der Werbe) – am innerhalb des Naturparks liegenden Stausee Edersee (244,97 m).

## Siehe auch

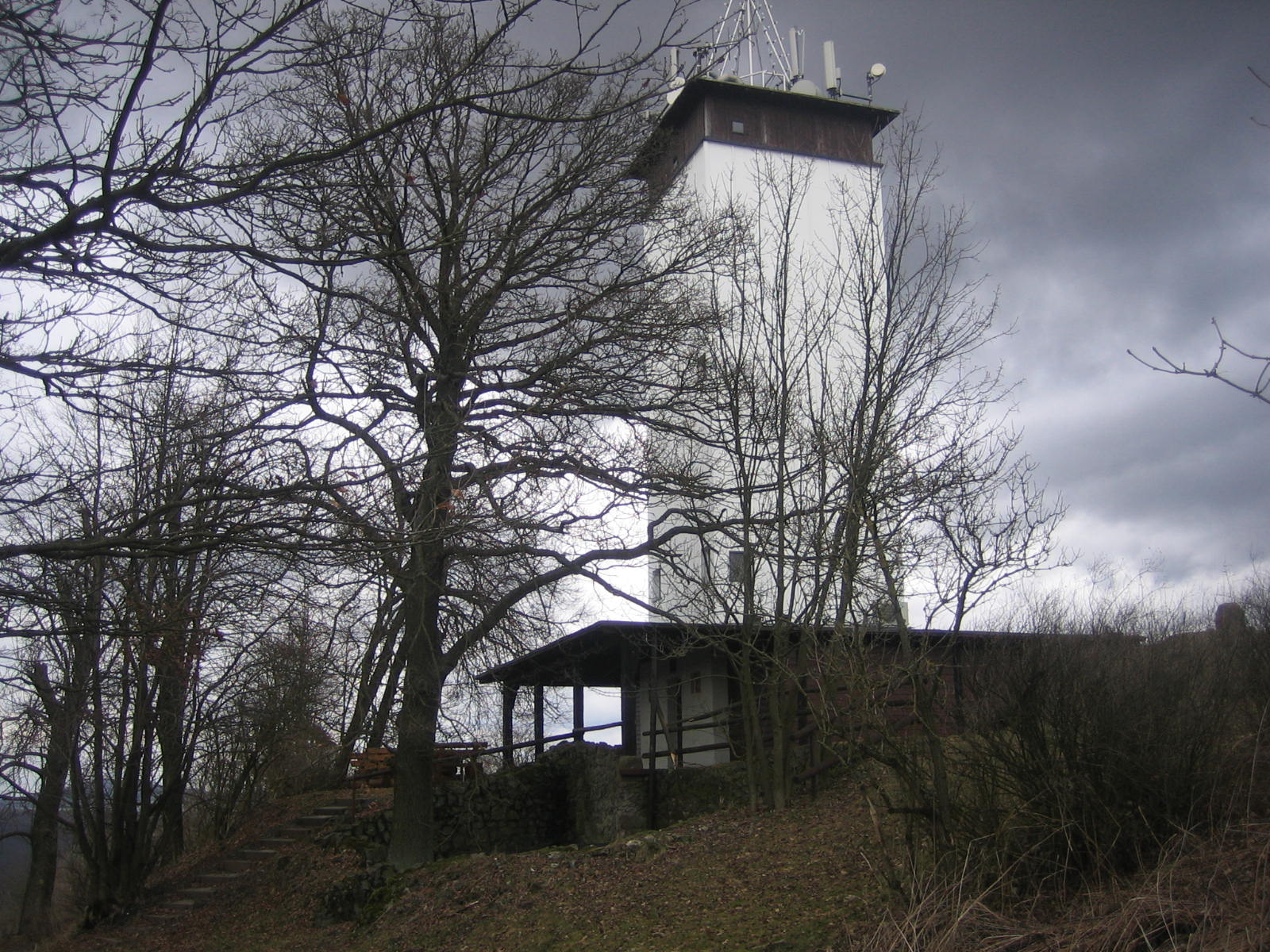
Hessenturm auf dem Niedensteiner Kopf
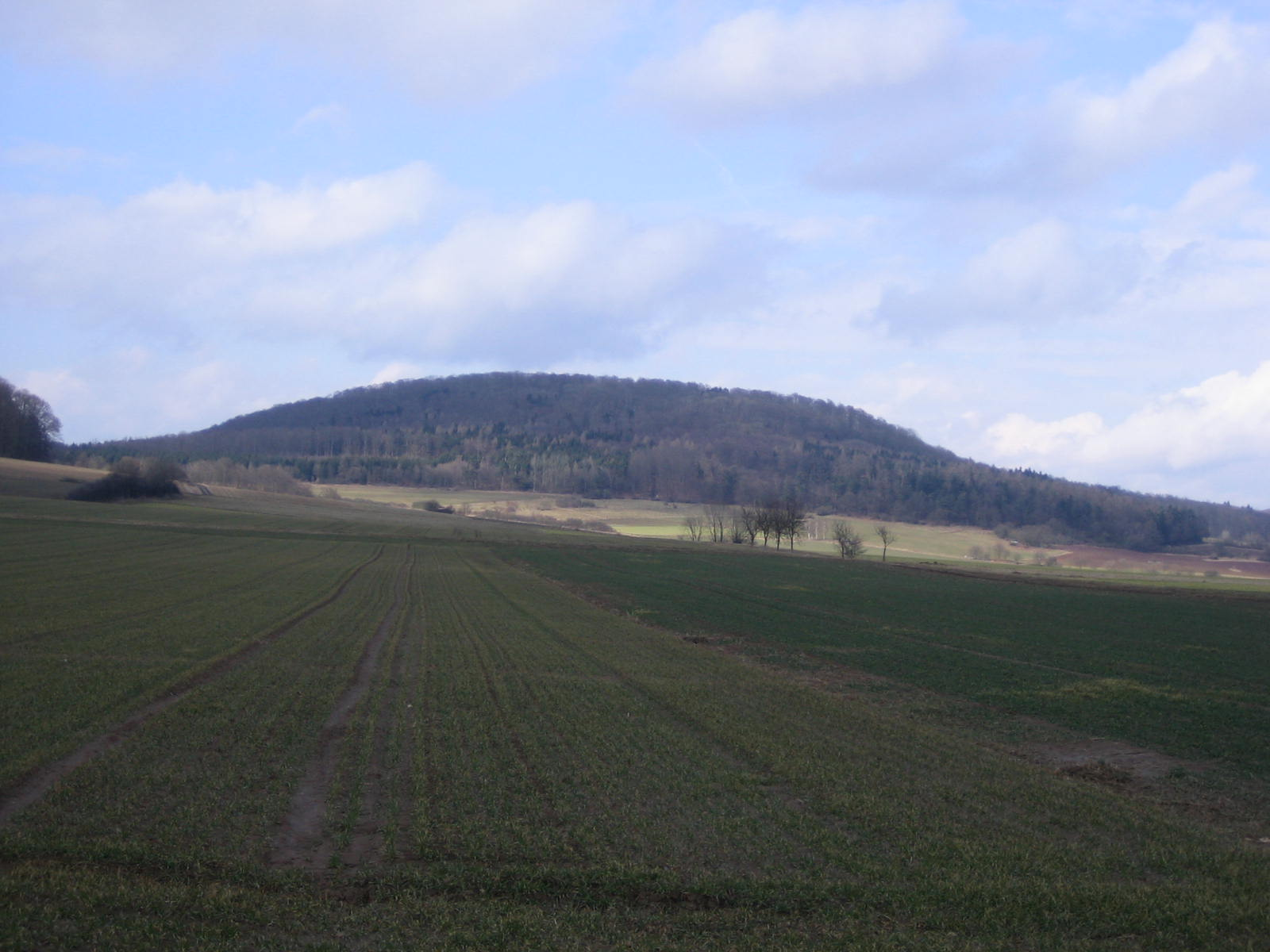
Berg Altenburg bei Niedenstein
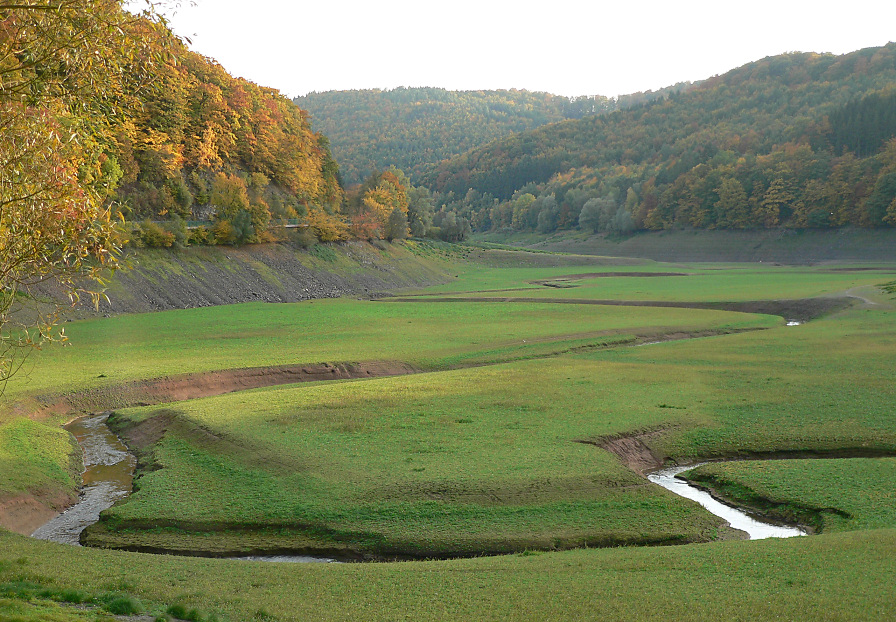
Bachbett der Werbe bei Niedrigwasser im Edersee; etwas unterhalb vom Ende des Ederseewegs